# Skyspeed
Skyspeed war ein britischer Hersteller von Automobilen.

## Unternehmensgeschichte
Das Unternehmen aus Heston im London Borough of Hounslow vertrieb ab 1969 Fahrzeuge von GP. Im gleichen Jahr begann die eigene Produktion von Automobilen. Der Markenname lautete Skyspeed. 1972 endete die Produktion. Insgesamt entstanden etwa fünf Exemplare.

## Fahrzeuge
Das einzige eigene Modell war der Buggy. Dies war ein VW-Buggy, der dem GP Buggy ähnelte. Das Fahrzeug war luxuriös ausgestattet und wurde komplett ausgeliefert.

## Vertrieb
Neben den Buggies von GP verkaufte Skyspeed auch 25 Exemplare des Humbug. Design Field aus Acton unter Leitung von Paul Cockburn und Bob King fertigte Anbauteile für den VW Käfer, die dem Fahrzeug ein anderes Aussehen gaben. Dazu gehörten andere Kotflügel, Scheinwerfer und Stoßstangen.